# Maxubí
Mašubi (Maxubi, Mashubi), pleme amerićkih Indijanaca s rijeke río Mequens u brazilskoj državi Rondônia, na podrućju Reserva Biológica do Guaporé i rezervatu AI Mequens. Mašubije opisuje Percy Harrison Fawcett (1914.), koji za njih kaže da su imali 24 sela, i da ih je bilo preko 2000. Prema istom izvoru, stanovali su u velikim kolektivnim kolibma nalik košnicama, u kojima je bilo dvadesetak obitelji. Niskog su rasta. Muškarci su nosili dugu kosu, žene kratku. Odjeća muškaraca, se sastojala od ukrasa, narukvica od sjemenja i gumenih vrpci obojenih crvenim šarama biljke uruku, koje su nosili oko nožnih članaka i ručnih zglobova. Kroz donju usnu nosili su probodene drvene štapiće a na ušima ukrase od štapići i školjki. žene nisu nosile nikakvog nakita.
Maxubi su bili obožavaoci sunca koje su u svakom selu dva ili tri čovjeka pozdravljala uz neku obrednu pjesmu. Prema Fawcettu imali su i nazive za planete, a zvijezde su nazivali viravira. Uzgajali su duhan i upušili na lulu ili umotan u list kukuruza. Svoje mrtve su Maxubi jeli, dijeleći raskomadano meso rodbini koja stanuje u kući pokojnika, dok su utrobu vadili i sahranjivali je u urni. Kako bi se riješili duha pokojnika, primjenjivali su naročitu ceremoniju, poznatu kao tapi.
Zbog straha od susjednih ljudožderskih plemena, koje zovu Maricoxi, imali su organiziranu stražarsku službu na granici svoga teritorija.
Mašubi su jezično pripadali porodici Yabuti. 